# Nicky Evrard
Nicky Evrard (* 26. Mai 1995 in Zottegem) ist eine belgische Fußballnationaltorhüterin. Seit 2024 spielt sie beim PSV Eindhoven.

## Karriere

### Vereinskarriere
Evrard spielte zunächst in den Jungenmannschaften von Racing Strijpen und S.K. Munkzwalm, bevor sie für die KAA Gent Ladies in der gemeinsamen Frauenliga des belgischen und niederländischen Verbandes und anschließend in der belgischen Super League spielte. 2017 wechselte sie zum FC Twente Enschede und gewann die niederländische Meisterschaft, Nach einem kurzen Engagement in Spanien bei Sporting Huelva, kehrte sie nach Gent zurück. Im Juli 2022 wechselte sie zum Ligakonkurrenten Oud-Heverlee Löwen. Im Juli 2023 wechselte sie zum englischen Meister Chelsea FC, wurde von dort aber an Brighton and Hove weiterverliehen.
Im Juli 2024 erhielt sie einen Zweijahresvertrag beim PSV Eindhoven. Sie stand in allen 22 Spielen der Saison 2024/25 für PSV im Tor und gewann mit PSV erstmals den Eredivisie Cup 2024/25 durch einen Sieg im Elfmeterschießen gegen Rekordsieger Twente, wobei sie zwei Elfmeter halten konnte.

### Nationalmannschaftskarriere
Evrard bestritt 2009 und 2010 je ein Länderspiel für die U-15-Mannschaft. Im Oktober 2010 nahm sie in ihrer Heimat mit der U-17 an der ersten Qualifikationsrunde für die U-17-Fußball-Europameisterschaft der Frauen 2011 teil. Sie blieb ohne Gegentor und qualifizierte sich mit ihrer Mannschaft als Gruppensiegerinnen für die zweite Runde. Bei dieser kassierte sie im April 2011 beim Turnier in Tschechien nur gegen Spanien zwei Tore. Da ihre Mitspielerinnen in diesem Spiel kein Tor schossen, reichten die beiden anschließenden 1:0-Siege nicht um die Endrunde zu erreichen. Beim nächsten Anlauf Ende September/Anfang Oktober 2011 blieb sie beim Turnier der ersten Runde in Tschechien wieder ohne Gegentor. Beim Turnier der zweiten Runde im April 2012 blieb sie aber in keinem Spiel ohne Gegentor und verpasste mit ihrer Mannschaft wieder die Endrunde.
Im Oktober 2012 nahm sie mit der U-19-Mannschaft an der ersten Qualifikationsrunde für die U-19-Fußball-Europameisterschaft der Frauen 2013 teil und  blieb auch hier ohne Gegentor. Die zweite Runde im April 2013 war dann ihr letztes U-Turnier. Zwar blieb sie in zwei Spielen ohne Gegentor, durch eine 0:2-Niederlage gegen den späteren Europameister Frankreich verpassten sie aber die Endrunde. Im November 2014 hatte sie dann noch einen Einsatz in der U-21-Mannschaft bei einem Freundschaftsspiel gegen die Türkei.
Bereits am 2. Juni 2013 hatte sie bei einem Freundschaftsspiel gegen die Ukraine ihren ersten Einsatz in der A-Nationalmannschaft gehabt, wobei sie sofort für 90 Minuten zum Einsatz kam und ohne Gegentor blieb. Sie stand auch in den nächsten fünf Spielen die komplette Spielzeit im Tor und verdrängte damit Sofie Van Houtven, die bis zu Evrads erstem Einsatz 18-mal im Tor gestanden hatte und nun nur noch gelegentlich eingesetzt wurde. Im November bekamen beide dann mit Justien Odeurs eine neue Konkurrentin, die in den nächsten 47 Spielen 33-mal und auch bei der EM-Endrunde 2017, dem ersten großen Turnier für die Belgierinnen, im Tor stand, wogegen es Evrard und Van Houtven in dieser Zeit nur noch auf je sieben Einsätze brachten. Ab Juni 2018 war Evrard dann wieder Stammtorhüterin und kam in den nächsten 24 Spielen 22-mal zum Einsatz, wogegen Odeurs nur dreimal auflief und von Evrard in der Anzahl der Länderspiele wieder überholt wurde. In den beiden letzten Spielen  der Qualifikation für die EM 2022 stand dann aber wieder Odeurs im Tor und konnte sich mit ihrer Mannschaft im letzten Spiel durch einen 4:0-Sieg gegen die Schweiz erneut für die EM-Endrunde qualifizieren. Bei der Endrunde stand sie in den vier Spielen ihrer Mannschaft im Tor, die mit einer 0:1-Niederlage gegen Schweden im Viertelfinale endete. Im Gruppenspiel gegen Frankreich, das mit 1:2 verloren wurde, konnte sie in der letzten Minute einen Strafstoß halten, was aber am Ergebnis nichts mehr änderte.
In der Qualifikation für die WM 2023 wurde sie neunmal eingesetzt. Am Ende scheiterte sie mit ihrer Mannschaft in der ersten Runde der Play-offs der Gruppenzweiten durch eine 1:2-Niederlage gegen Portugal.
Da erstmals das Abschneiden bei der WM für die europäischen Teams nicht entscheidend für die Qualifikation zu den Olympischen Spielen 2024 war, hatten die Belgierinnen noch die Chance sich über die UEFA Women’s Nations League 2023/24 für die Spiele in Paris zu qualifizieren. Die Belgierinnen konnten zwar das erste Spiel daheim gegen Ex-Europameister Niederlande und später auch das Heimspiel gegen Europameister England gewinnen, gegen Schottland gab es aber nur Remis und die Auswärtsspiele gegen die Niederlande und England wurden verloren. Damit verpassten sie als Gruppendritte nicht nur das Final Four Turnier, bei dem um zwei Olympiatickets gespielt wurde, sondern mussten auch in die Relegation. Hier setzten sie sich aber mit zwei 5:1-Siegen gegen Ungarn durch, so dass sie in Liga A bleiben. Nicky stand in allen Gruppenspielen im Tor, wurde aber im letzten in der Nachspielzeit aufgrund einer Oberschenkelverletzung ausgewechselt und für die Play-off-Spiele nicht nominiert.
In der für die Belgierinnen letztlich doch erfolgreich verlaufenen Qualifikation für die EM 2025 saß sie sechsmal nur auf der Bank. In der UEFA Women’s Nations League 2025 stand sie dann in den ersten vier Spielen dreimal im Tor.
Am 11. Juni wurde sie für den EM-Kader nominiert. In der anschließenden Vorbereitung auf die EM wurde sie im Testspiel gegen Griechenland eingesetzt, bei der EM dann aber nicht.

## Erfolge
- Belgische Pokalsiegerin: 2016/17
- Niederländische Meisterin: 2018/19
- Englische Meisterin 2023/24 (ohne Einsatz)
- Eredivisie Cup 2024/25

## Auszeichnungen
- Belgiens Torhüterin des Jahres 2015